# George W. Gillie
George W. Gillie (* 15. August 1880 in Berwickshire, Schottland; † 3. Juli 1963 in Fort Wayne, Indiana) war ein US-amerikanischer Politiker. Zwischen 1939 und 1949 vertrat er den Bundesstaat Indiana im US-Repräsentantenhaus.

## Werdegang
George Gillie kam im Jahr 1882 mit seinen Eltern in die Vereinigten Staaten, wo sich die Familie zunächst in Kankakee (Illinois) niederließ. Im Jahr 1884 zogen sie nach Fort Wayne in Indiana, wo George die öffentlichen Schulen besuchte. In dieser Stadt absolvierte er im Jahr 1898 auch das International Business College. Zwischen 1899 und 1901 studierte er an der Purdue University in Lafayette. 1907 beendete Gillie seine Ausbildung an der Ohio State University in Columbus. In den folgenden Jahren arbeitete er bis 1914 als Tierarzt, Fleischbeschauer und Milchinspektor im Allen County in Indiana. Ab 1914 war er Tierarzt in Fort Wayne. Zwischen 1917 und 1937 war er auch mehrfach als Sheriff Polizeichef im Allen County.
Politisch war er Mitglied der Republikanischen Partei. Bei den Kongresswahlen des Jahres 1938 wurde Gillie im vierten Wahlbezirk von Indiana in das US-Repräsentantenhaus in Washington, D.C. gewählt, wo er am 3. Januar 1939 die Nachfolge von James Indus Farley antrat. Nach vier Wiederwahlen konnte er bis zum 3. Januar 1949 fünf Legislaturperioden im Kongress absolvieren. Diese waren von den Ereignissen des Zweiten Weltkrieges und dessen Folgen geprägt.
Im Jahr 1948 unterlag Gillie dem Demokraten Edward H. Kruse. Nach seinem Ausscheiden aus dem US-Repräsentantenhaus befasste er sich mit landwirtschaftlichen Angelegenheiten. Außerdem gehörte er einer Kommission zur Geschworenenauswahl (Jury Commissioner) an den Bundesgerichten im nördlichen Teil des Staates Indiana an. George Gillie starb am 3. Juli 1963 in Fort Wayne.